# Tom Hooper (filmrendező)
Thomas George Hooper (London, 1972. október 5. –) Oscar-, BAFTA- és Primetime Emmy-díjas brit–ausztrál filmrendező, forgatókönyvíró és filmproducer.
Miután az Oxfordi Egyetem University College tagintézményében diplomát szerzett, brit televíziós sorozatoknak rendezett epizódokat. Elsőként a HBO gyártásában készült történelmi produkcióival, köztük az Elizabeth (2005) és John Adams (2008) című minisorozatokkal szerzett rendezői elismerést. Mindkét sorozattal Primetime Emmy-díjra jelölték legjobb rendező (minisorozat, antológiasorozat vagy tévéfilm) kategóriában, előbbivel meg is nyerte azt.
2004-ben jelent meg első nagyjátékfilmes rendezése, a Vérvörös homok, ezt Az elátkozott Leeds United (2008) című sportdráma követte. 2010-ben érte el legnagyobb szakmai sikerét A király beszéde megrendezésével, elnyerve az Oscar-díjat. Ezt követte A nyomorultak (2012) című musical és A dán lány (2015) című romantikus dráma, melyet BAFTA-díjra jelöltek. A 2019-es Macskák című élőszereplős adaptációjával ugyanakkor három Arany Málna díjat kapott. 

## Filmográfia

### Film
| Év   | Magyar cím                 | Eredeti cím       | Feladatkör | Feladatkör | Feladatkör |
| Év   | Magyar cím                 | Eredeti cím       | Rendező    | Író        | Producer   |
| ---- | -------------------------- | ----------------- | ---------- | ---------- | ---------- |
| 2004 | Vérvörös homok             | Red Dust          | Igen       | Nem        | Nem        |
| 2009 | Az elátkozott Leeds United | The Damned United | Igen       | Nem        | Nem        |
| 2010 | A király beszéde           | The King's Speech | Igen       | Nem        | Nem        |
| 2012 | A nyomorultak              | Les Misérables    | Igen       | Nem        | Nem        |
| 2015 | A dán lány                 | The Danish Girl   | Igen       | Igen       | Nem        |
| 2019 | Macskák                    | Cats              | Igen       | Igen       | Igen       |

### Televízió
| Év        | Magyar cím                    | Eredeti cím                       | Megjegyzések                           |
| --------- | ----------------------------- | --------------------------------- | -------------------------------------- |
| 1992      |                               | Painted Faces                     | - rövidfilm - rendező, író és producer |
| 1997      |                               | Byker Grove                       | 4 epizód                               |
| 1998–2000 | EastEnders                    | EastEnders                        | 9 epizód                               |
| 1999      |                               | Cold Feet                         | 2 epizód                               |
| 2001      | Szerelem hideg éghajlat alatt | Love in a Cold Climate            | minisorozat (2 epizód)                 |
| 2002      |                               | Daniel Deronda                    | minisorozat (4 epizód)                 |
| 2003      |                               | Prime Suspect 6: The Last Witness | minisorozat (2 epizód)                 |
| 2005      | Elizabeth                     | Elizabeth I                       | minisorozat (2 epizód)                 |
| 2006      |                               | Longford                          | tévéfilm                               |
| 2008      | John Adams                    | John Adams                        | minisorozat (7 epizód)                 |
| 2019      | Az Úr sötét anyagai           | His Dark Materials                | - 2 epizód - vezető producer           |

## Fordítás
- Ez a szócikk részben vagy egészben  a   Tom Hooper című angol Wikipédia-szócikk ezen változatának fordításán alapul.  Az eredeti cikk szerkesztőit annak laptörténete sorolja fel. Ez a jelzés csupán a megfogalmazás eredetét és a szerzői jogokat jelzi, nem szolgál a cikkben szereplő információk forrásmegjelöléseként.